# Liga Nacional de Guatemala 1974
La Liga Nacional de Guatemala 1974 es el vigésimo tercer torneo de Liga de fútbol de Guatemala. El campeón del torneo fue el  Municipal, consiguiendo su noveno título de liga.

## Formato
El formato del torneo era de todos contra todos a cuatro vueltas, donde los dos primeros lugares de la primera y segunda vuelta  en conjunto clasificaban a una cuadrangular final junto a los dos primeros lugares de la tercera y cuarta vuelta en conjunto. el primer lugar de la cuadrangular final era el campeón, En caso de empate por puntos se realizaría una serie extra de dos partidos a visita recíproca para determinar quien era el campeón.
Por ganar el partido se otorgaban 2 puntos, si era empate era un punto, por perder el partido no se otorgaban puntos.

## Equipos participantes
| Club                | Ciudad              | Departamento   |
| ------------------- | ------------------- | -------------- |
| Aurora              | Ciudad de Guatemala | Guatemala      |
| Comunicaciones      | Ciudad de Guatemala | Guatemala      |
| JUCA                | Puerto Barrios      | Izabal         |
| Juventud Retalteca  | Retalhuleu          | Retalhuleu     |
| Municipal           | Ciudad de Guatemala | Guatemala      |
| Suchitepéquez       | Mazatenango         | Suchitepéquez  |
| Tipografía Nacional | Ciudad de Guatemala | Guatemala      |
| Universidad         | Ciudad de Guatemala | Guatemala      |
| Xelajú MC           | Quetzaltenango      | Quetzaltenango |
| Zacapa              | Zacapa              | Zacapa         |

### Equipos por Departamento
| Departamento                                      | N.º | Equipos                                                              |
| ------------------------------------------------- | --- | -------------------------------------------------------------------- |
| Guatemala                                         | 5   | Aurora, Comunicaciones, Municipal, Tipografía Nacional, Universidad. |
| Izabal                                            | 1   | JUCA                                                                 |
| Quetzaltenango                                    | 1   | Xelajú MC.                                                           |
| Archivo:Coat of arms of Retalhuleu.gif Retalhuleu | 1   | Juventud Retalteca                                                   |
| Suchitepéquez                                     | 1   | Suchitepéquez                                                        |
| Zacapa                                            | 1   | Zacapa                                                               |

## Fase de clasificación
|  | Pos. | Equipos                   | PJ | PG | PE | PP | GF | GC | Dif. | PTS | Clasificación              |
|  | ---- | ------------------------- | -- | -- | -- | -- | -- | -- | ---- | --- | -------------------------- |
|  | 1º   | Municipal                 | 36 | 22 | 10 | 4  | 83 | 33 | +50  | 54  | Cuadrangular por el título |
|  | 2º   | Aurora                    | 36 | 16 | 12 | 8  | 57 | 43 | +14  | 44  | Cuadrangular por el título |
|  | 3º   | Xelajú MC                 | 36 | 16 | 12 | 8  | 52 | 40 | +12  | 44  |                            |
|  | 4º   | Comunicaciones            | 36 | 17 | 7  | 12 | 62 | 50 | +12  | 41  | Cuadrangular por el título |
|  | 5º   | Tipografía Nacional       | 36 | 12 | 17 | 7  | 40 | 38 | +2   | 41  | Cuadrangular por el título |
|  | 6º   | Juventud Católica         | 36 | 11 | 12 | 13 | 46 | 51 | -5   | 34  |                            |
|  | 7º   | Juventud Retalteca        | 36 | 12 | 10 | 14 | 44 | 48 | -8   | 34  |                            |
|  | 8º   | Universidad de San Carlos | 36 | 8  | 11 | 17 | 36 | 58 | -22  | 27  |                            |
|  | 9°   | Suchitepéquez             | 36 | 7  | 12 | 17 | 35 | 57 | -22  | 26  |                            |
|  | 10º  | Zacapa                    | 36 | 3  | 9  | 24 | 31 | 68 | -39  | 15  |                            |
|  |      |                           |    |    |    |    |    |    |      |     |                            |

- Nadie descendió debido a reestructuración del torneo.
- Clasificaron a la fase final los dos mejores equipos al final de las primeras 18 fechas y al finalizar las últimas 18 fechas del campeonato.

## Cuadrangular Final
|  | Pos. | Equipos             | PJ | PG | PE | PP | GF | GC | Dif. | PTS | Clasificación                                                                           |
|  | ---- | ------------------- | -- | -- | -- | -- | -- | -- | ---- | --- | --------------------------------------------------------------------------------------- |
|  | 1º   | Municipal           | 3  | 3  | 0  | 0  | 6  | 0  | +6   | 6   | Copa de Campeones de la Concacaf 1975 - 1.ª fase Copa Fraternidad 1975 - Fase de grupos |
|  | 2º   | Aurora              | 3  | 2  | 0  | 1  | 4  | 2  | +2   | 4   | Copa de Campeones de la Concacaf 1975 - 1.ª fase Copa Fraternidad 1975 - Fase de grupos |
|  | 3º   | Comunicaciones      | 3  | 0  | 1  | 2  | 1  | 5  | -4   | 1   |                                                                                         |
|  | 4º   | Tipografía Nacional | 3  | 0  | 1  | 2  | 1  | 5  | -4   | 1   |                                                                                         |
|  |      |                     |    |    |    |    |    |    |      |     |                                                                                         |

## Campeón
| Campeón Temporada 1974 |
| Municipal 9º Título    |
| ---------------------- |